# Rød brandmand
Rød brandmand (Cyanea capillata), også kaldet brændegople eller blot brandmand, er et nældecelledyr, der er udbredt i det nordlige Atlanterhav og nordlige Stillehav. I Danmark er den meget almindelig i alle farvande.

## Udseende
Brændegoplen er den største kendte art af storgopler. Den kan blive op omkring 2 meter i diameter, og kan have fangtråde på op til 37 meter. Størrelsen af dyrene er dog yderst variabel, og de største eksemplarer forekommer normalt i de arktiske farvande. I Danmark bliver de cirka 30 centimeter i diameter. Fangtrådene hos en middelstor brændegople på 20 cm kan strækkes ud til 5 meter, men også trækkes sammen til nogle få centimeter.
Fangtrådene, der er lyse, tynde og næsten gennemsigtige, sidder i randen af goplen, mens der fra den centrale del af undersiden sidder kortere, tydeligt rødfarvede tråde. Selve den kuppelformede krop er opdelt i 8 afdelinger.

## Udbredelse
Brændegoplen er udbredt i et bredt bælte omkring Nordpolen, det vil sige i det nordlige Atlanterhav og nordlige Stillehav, og den findes sjældent længere sydpå end den 42. nordlige breddegrad.
Den er almindelig i sommerhalvåret ved de danske kyster. Brændegopler reproducerer sig i alle danske farvande med undtagelse af Østersøen. I den sydlige Østersø kan de dog drive ind fra fx Øresund, Storstrømmen eller Femern Bælt. Det afgørende for mulig reproduktion er havets saltindhold i de dybe vandlag.

## Giftighed
Hvis man rører en rød brandmand, kan man få forbrændinger af dens gift, der svier og kan være ret smertefuld, men som yderst sjældent er direkte farlig. Giften sidder i nældeceller i fangtrådene der klistrer. Giften bliver udskudt fra nældecellerne ved berøring. Selv afrevne tråde kan stadig brænde, så man skal være forsigtig ved badning, specielt sidst på sæsonen hvor brandmændene med havstrømmene bringes tæt på kysterne og ofte skylles op på strandene.
Hvor havet er dybt, foretrækker brandmanden koldt vand (ofte dybt). Men ved kyster, hvor vandet plejer at være roligt, kan brandmanden og badende menesker mødes. At svømme gennem en brandmand er meget ubehagligt, og man skal søge lægehjælp, hvis store dele af kroppen er blevet forbrændt, ligesom man skal fjerne alle evt. resterende tråde.

## Levevis
Brændegoplen lever af plankton og små fisk, som den lammer med giften i sine fangtråde. Den lever pelagisk og findes sjældent dybere end 20 meter. De største farer for en brandmand er en kraftig bølge, der kan slå den i stykker, eller at blive skyllet op på land, så den tørrer ud.

### Livscyklus
Brændegoplen har tre livsstadier: et larvestadium, en ukønnet, fastsiddende polyp og en kønnet fritsvømmende gople (meduse), der er det fuldt udviklede stadium.
Medusen bliver kønsmoden i juli/august. Af det befrugtede æg klækkes en lille larve, der efter kort tid sætter sig fast på fx en sten, hvor den bliver en polyp. Polyppen er blot nogle millimeter stor. Ved tværdeling næste forår dannes 1-2 gopler. I maj ses de første voksne brandmænd, men de er talrigst i august. Polyppen kan foretage endnu en tværdeling, hvorfor der kan træffes brændegopler helt hen på efteråret.
Medusen anses kun at leve ét år, men de meget store eksemplarer kan tyde på, at organismen som meduse kan leve flere år, men dette vides ikke med sikkerhed.